# Samuel Morey
Pour les articles homonymes, voir Morey (homonymie).
Samuel Morey est un inventeur américain né le 23 octobre 1762 à Hebron (Connecticut), et décédé le 17 avril 1843 à Orford (New Hampshire). Exploitant des scieries d'Orford et de Fairlee (Vermont), c’est un pionnier du machinisme en Nouvelle-Angleterre, qui développa le premier moteur à combustion interne fonctionnant avec un mélange d'éthanol et de térébenthine (1826). Un lac du Vermont porte son nom.

## Ses débuts

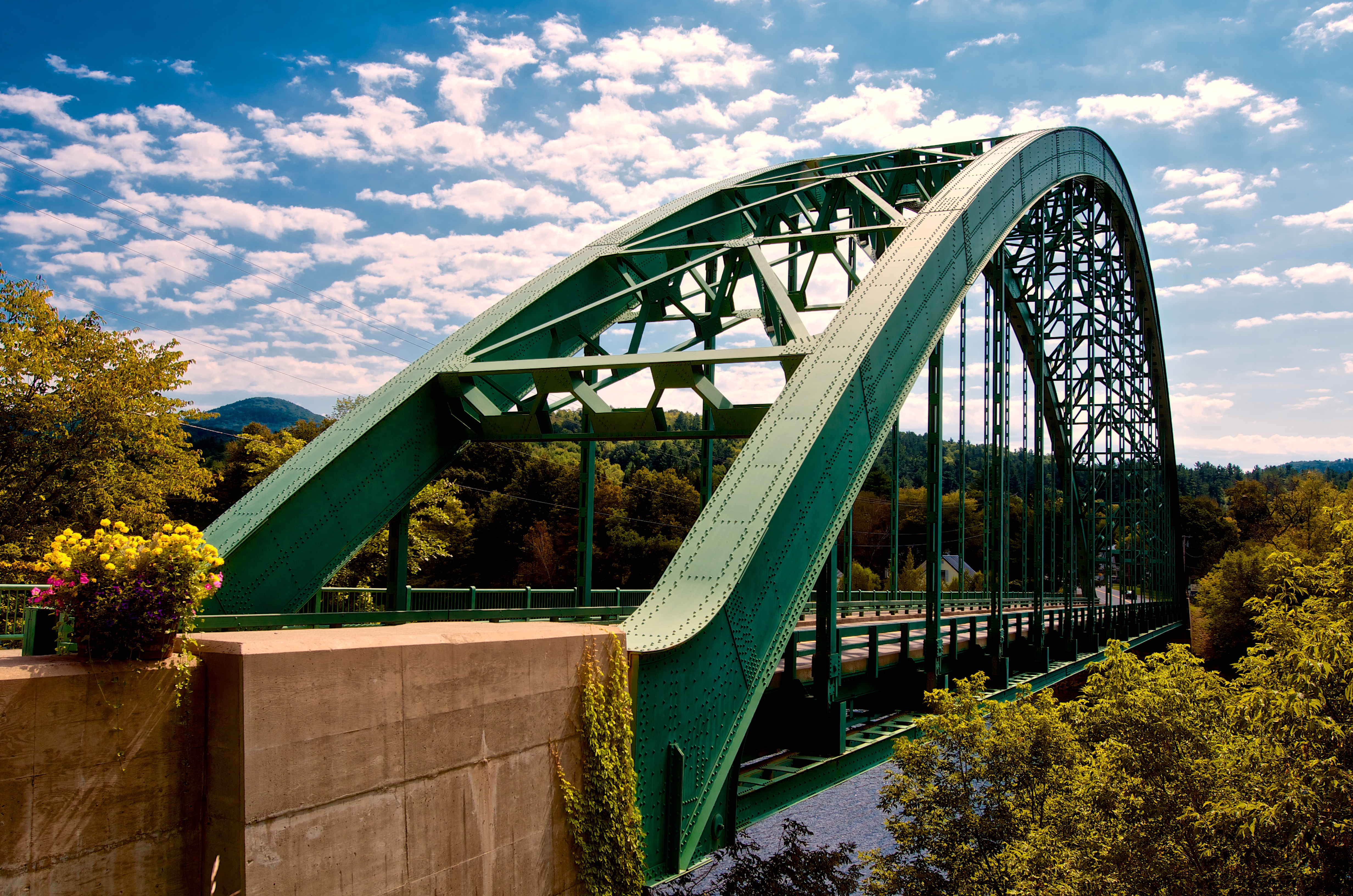
Pont Samuel Morey à Orford (New Hampshire).

Fils cadet d'un général de la Guerre d'Indépendance,, Israel Morey (1735–1809), et de Martha Palmer (1733–1810), il emménagea avec sa famille à Orford (New Hampshire) en 1768. Samuel Morey dirigea plusieurs scieries à Orford et Fairlee (Vermont).

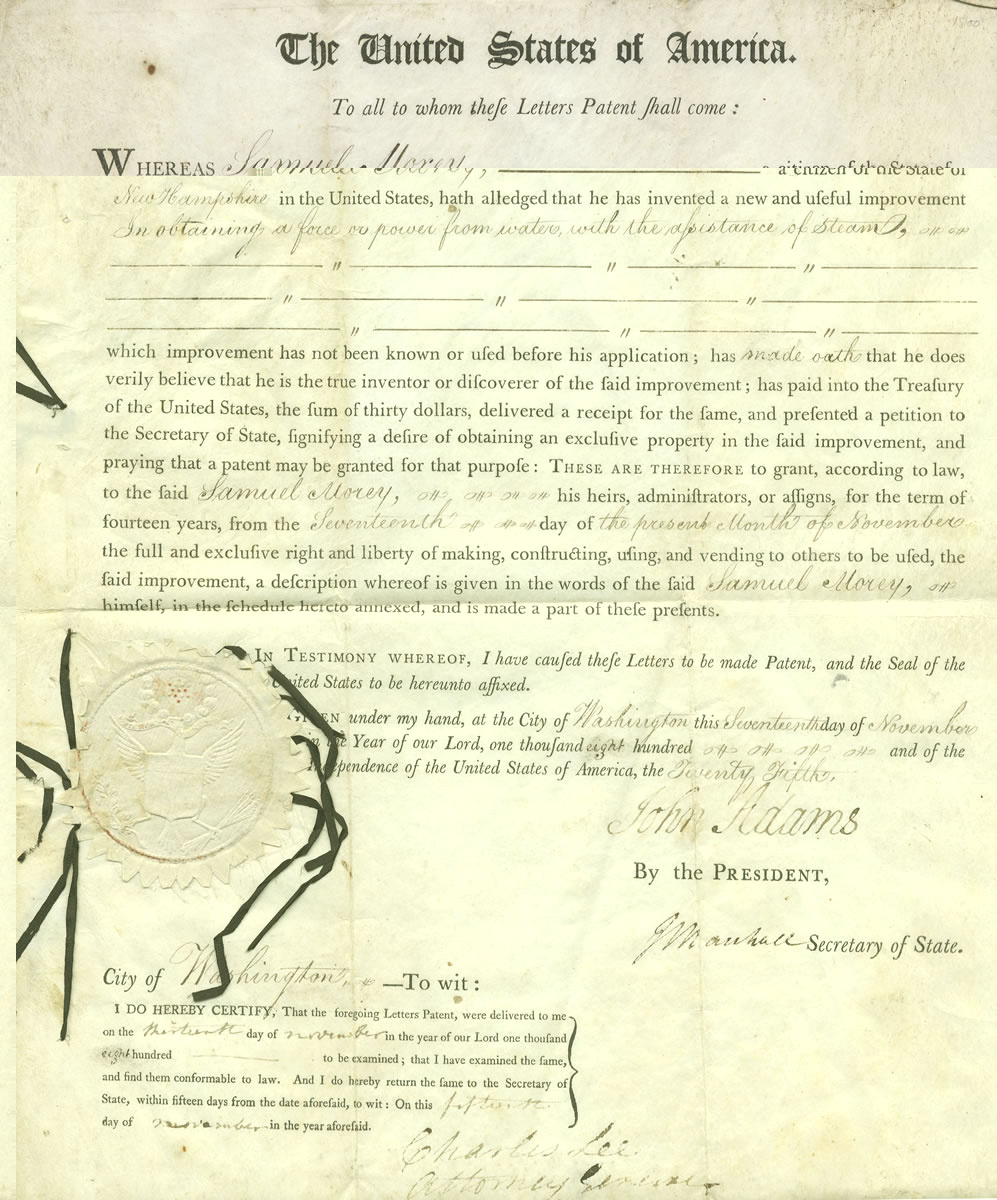
Brevet américain n°X306 (Force from Water with Assist of Steam, novembre 1800).

Son premier brevet concernait une péniche à vapeur (1793), mais il caressait des projets plus ambitieux. Morey prit conscience dès les années 1780, sans doute en observant le bac de son père et ses projets d'écluse pour le Connecticut, des possibilités d'expansion de la vapeur en tant que source d'énergie motrice. Au début des années 1790, il adapta une roue à aubes actionnée par un moteur à vapeur à une petite embarcation et remonta le fleuve. Selon la tradition, il l'aurait fait un dimanche matin pendant l'office, pour s'épargner le ridicule en cas d'échec.

## Recherches sur la propulsion à vapeur
L'aspect le plus important de son travail est la fabrication de la roue à aubes. C'était il est vrai une idée très ancienne (remontant sans doute à l'Antiquité), qui avait déjà été testée en combinaison avec la machine à vapeur : l’Anglais Jonathan Hulls (1699 – 1758)  n'avait-il pas, dès 1737, monté une roue à l'arrière d'un navire en tâchant (fort maladroitement) de convertir le mouvement alternatif de la machine de Newcomen en couple? Plus récemment, en juillet 1783, Jouffroy d'Abbans avait remonté la Saône sur plusieurs kilomètres avec un vapeur équipé de deux roues à aubes. Enfin, en 1789, Nathan Reed du Massachusetts avait essayé la roue à aubes, et avait envisagé de breveter le mécanisme avant de s'intéresser à un mécanisme différent. L'Américain John Fitch eut l'idée de monter la roue sur le côté du navire, mais en 1791 renonça à ce projet et s'intéressa à la motorisation de rames ; Morey est donc probablement le premier Américain à être parvenu à utiliser une roue à aubes actionnée par machine à vapeur, technique de propulsion qui s'imposa jusqu'au perfectionnement de l'hélice par Fitch.
Le premier bateau à aubes de Morey n'étant encore qu'une maquette, il en fabriqua un à New York. Dans une lettre au député new-yorkais William Duer, Morey évoques ses allers-retours entre New York et Hartford des trois années passées pour présenter son invention et l'améliorer. En 1797, trouvant « New York étouffante », il s'établit à Bordentown (New Jersey), étape de la ligne de Fitch entre Philadelphie et Trenton, et y monte un steamboat équipé de deux roues à aubes. Satisfait de son invention, Morey cherche, en vain, des investisseurs pour la commercialiser. Malgré de nouveaux dépôts de brevet (1795, 1799, 1800 et 1803), il semble que les recherches de Morey sur les steamers en soit restée là.
C'est aujourd'hui Robert Fulton et son associé, le chancelier Robert Livingston, qui est crédité de l'invention du steamboat. Morey s'est plaint par la suite que certaines de ses idées lui avaient été volées. L'argument le plus convaincant qu'il a avancé sur ce point sur trouve dans la lettre au député Duer : l'été suivant son séjour à Hartford, Morey, de retour à  New York, aurait emmené Livingston (peut-être sur le conseil de Benjamin Silliman, professeur et éditeur qui connaissait Livingston comme mécène) à bord de son vapeur. Livingston, impressionné, aurait offert à Morey « une somme considérable » s'il pouvait porter la vitesse de son navire à 7 nœuds. Il lui proposa également de lui racheter les droits pour 7 000 $ mais Morey aurait décliné l'offre, tout en réfléchissant à l'accélération du steamboat. Morey eut d'autres discussions avec Fulton et Livingston, et ce dernier vint même le voir à Orford. Finalement, Morey aurait navigué à bord du vapeur de Fulton, et se serait indigné du vol de ses idées.

## La combustion des gaz et le gaz d'éclairage
Dans une lettre adressée en 1834 à Silliman, Morey écrivait : « Cela fait à présent plus de vingt ans que je me suis patiemment adonné, je puis dire quotidiennement, à la pratique d’expériences sur la décomposition de l'eau, en mélangeant à la vapeur de l'esprit de térébenthine et une grande fraction d'air atmosphérique. » C'est peut-être là l'origine commune à certaines de ses découvertes : le moteur à combustion interne à carburant liquide, une méthode de carburation de l'eau, et la confection de gouttelettes de résine fondue. Les deux dernières parurent dans des journaux anglais et allemand, respectivement. Morey observa la différence des flammes entre les nodosités d'une branche de bois (plus riche en sève), et dans le bois vert. Il expérimenta avec toutes sortes de combustibles : « ...goudron, colophane, térébenthine brute, esprit de vin ou alcool, ou n'importe quelle sorte d'huile, de graisse ou de suif ; houille, bois de pin et de sapin, graines de citrouille et autres, pissenlit, cire, etc. »
Ses expériences sont décrites en détail dans plusieurs articles de l’American Journal of Science and Arts. Silliman observe que « Les découvertes [de Morey] sont souvent très intéressantes, et dans certains cas, d'autant plus qu'elles ont été menées hors de tout cadre théorique préconçu. » En 1834, 15 ans après sa première publication sur ce sujet, il propose une théorie de la combustion fondée sur l'électricité.
Le but premier de ces investigations était le chauffage de l'eau pour son moteur à balancier. Morey observa qu'en faisant s'écouler la vapeur au-dessus de charbon ou de goudron brûlant, les flammes prenaient davantage d'éclat et la fumée disparaissait : il imagina que la vapeur se décomposait alors chimiquement. L'éminent chimiste Gay-Lussac eut vent de ces observations, et les commenta dans les Annales de chimie et de physique en juin 1819, : à son avis la température était insuffisante pour provoquer la dissociation de l'eau ; mais la vapeur fluidifie les gaz inflammables et avive ainsi la flamme. Quoi qu'il en soit, c'est ainsi que Morey découvrit le gaz à l'eau, qu'il utilisa pour l'éclairage : il breveta en 1818 son American Water Burner, mais le gaz à l'eau était utilisé depuis 1812 pour l'éclairage de certaines rues de Londres, le gaz étant acheminé par conduite depuis une usine centrale.

## Recherches sur la combustion interne
Au cours de ses expériences, Morey découvrit que la vapeur de térébenthine, une fois mélangée à de l'air, devient explosive. Reconnaissant le potentiel de cette découverte, il développa sur ce principe un nouveau moteur, et en rédigea une description inédite en 1824, qu'il actualisa en 1825, publia et breveta l'idée en 1826. Les améliorations entre ses notes manuscrites et le brevets sont minces, et concernent principalement un meilleur usinage des soupapes du moteur.
Le moteur est déjà très proche des moteurs actuels : il comporte deux cylindres, un carburateur, et des soupapes actionnées par des cames ; en revanche, contrairement au moteur De Rivaz antérieur (1807) et aux moteurs actuels, ce n'est pas directement l'explosion qui fournit le couple. L'explosion chassait l'air du cylindre. Le cylindre était refroidi à l'eau, injectée juste après l'explosion, et la dépression provoquée par l'échappement des gaz brûlés tirait le piston. Morey n'indique rien sur l'utilisation directe de l'explosion, quoiqu'il y ait réfléchi dans d'autres applications. Mais cette méthode était plus complexe et peut-être d'un rendement inférieur puisqu'elle absorbait une partie du travail moteur pour pomper le carburant.
Morey fit des démonstrations de son moteur à New York et Philadelphie : on dispose de compte-nredu de témoins oculaires pour chacune de ces manifestations. À Philadelphie, c'était un bateau et une automobile à vapeur. Malheureusement, avec la voiture, il tomba du véhicule après l'avoir démarré et le véhicule termina dans un fossé après avoir traversé Market Street. Malgré ces spectacles, Morey ne trouva pas d'acheteur et se découragea. 